# ريشا فراير
ريشا فرير Recha Freier (وُلدت باسم ريشا شفايتزر) (29 أكتوبر 1892 في نوردن في شرق فريزيا - 2 أبريل 1984 في القدس) هي امرأة يهودية أسست منظمة عاليات هانوعار (المهاجرون الشباب) في عام 1933، التي أنقذت حياة 7000 طفل يهودي من خلال مساعدتهم على مغادرة ألمانيا النازية إلى فلسطين تحت الانتداب البريطاني قبل وأثناء المحرقة. 
وكانت أيضًا شاعرة وموسيقية ومعلمة وناشطة اجتماعية. 
حصلت على جائزة إسرائيل في عام 1981 لمساهمتها البارزة لشعب ودولة إسرائيل، في مجال الرعاية الاجتماعية والمجتمع والشباب. 

## أوائل حياتها
ولدت ريشا شفايتزر في عائلة يهودية أرثوذكسية. وكان والداها مدرسًا للغة الفرنسية والإنجليزية، ووالدتها كانت تقوم بتدريس عدة مواد في مدرسة ابتدائية يهودية.  ونشأت في عائلة محبة للموسيقى وتعلمت العزف على البيانو. 
واجهت ريشا شفايتزر معاداة السامية عندما كانت طفلة. حيث علقت لافتة في حديقة مدينة نوردن تقول أن "الكلاب واليهود ممنوعون". وفي  1897 انتقلت عائلتها إلى سيليزيا، حيث تلقت تعليمًا منزليًا لفترة قبل الالتحاق بالمدرسة في غلوغو، حيث كان زملاءها يسخرون منها بسبب أنها لم تكن تكتب يوم السبت.  وترك ذلك الإذلال الذي لحق بها أثرًا مدى الحياة عليها وجعلها تصبح صهيونية مخلصة. 
أكملت ريشا دراستها في بريسلاو، واجتازت امتحانات معلمي الدين، ودرست كطالبة دراسات عليا في فقه اللغة في بريسلاو وميونيخ.

## الحياة الأسرية والمهنية
في عام 1919 تزوجت من الحاخام الدكتور موريتز "موشيه" فراير (1889-1969)، وانتقلت معه إلى إشفيغه في صوفيا، ثم في عام 1925 إلى برلين، حيث كان زوجها يعمل حاخامًا.
وُلِد أبناؤهم شلهفيت وعامود وزريم في الأعوام 1920 و1923 و1926 على التوالي، وابنتهم معيان في عام 1929. وخلال هذا الوقت، بالإضافة إلى التزاماتها العائلية، عملت ريشا فراير كمعلمة في مدرسة ثانوية ألمانية في صوفيا. 

## عاليات هانوعار (الشباب المهاجرون)
في عام 1932، قبل عام واحد من استيلاء النازيين على السلطة، طلب زوجها من ريشا مساعدة خمسة مراهقين يهود حرموا من التدريب المهني والتوظيف بسبب خلفيتهم اليهودية.  وبعد أن لجأت أولاً إلى وكالة التوظيف اليهودية، التي لم يكن بوسعها سوى أن تنصح بالصبر، تصورت فكرة إرسال الأولاد بدلاً من ذلك إلى فلسطين، حيث يمكن تدريبهم كمزارعين في مستوطنات العمال اليهود.  وبحلول نهاية عام 1932 غادرت المجموعة الأولى من الشباب برلين بمساعدة الأموال التي تبرع بها ويلفريد إسرائيل إلى فراير. وكانت هذه هي البداية الحقيقية لمنظمة عاليات هانوعار. وكتبت ريشا تقول: "إن الحماقة المطلقة للحياة اليهودية في الشتات تبينت بشكل واضح أمام عيني". بعد ذلك أصرت على إنقاذ الشباب اليهودي في ألمانيا.
كانت الصعوبات التي واجهتها ريشا فراير هائلة. وشككت المنظمات اليهودية وأولياء الأمور في خطة إرسال الأطفال بمفردهم إلى بلد بعيد. وفي يناير 1933 أسست ريشا فراير في برلين لجنة مساعدة الشباب اليهودي أو الشباب اليهودي Hilfskomitee für Jüdische Jugend والتي اعترف بها المؤتمر الصهيوني العالمي ولكنها لم تتلق أي دعم مالي في تلك المرحلة. 

اتصلت ريشا فرير بالحركة العمالية في فلسطين، وكذلك بهنريتا زولد مؤسسة منظمة هداسا، التي كانت تحت تصرفها موارد للدعم المالي، واتصلت كذلك بغيرها من يهود أمريكا. طلبت فراير من زولد أن تتولى مسؤولية المراهقين بعد وصولهم إلى فلسطين.  عارضت زولد الخطة في البداية، ووجدت أنها غير مجدية،  لكنها قبلت في النهاية الدور الذي عرضته عليها فراير وبالتالي أصبحت مديرة مكتب عاليات هانوعار في القدس.

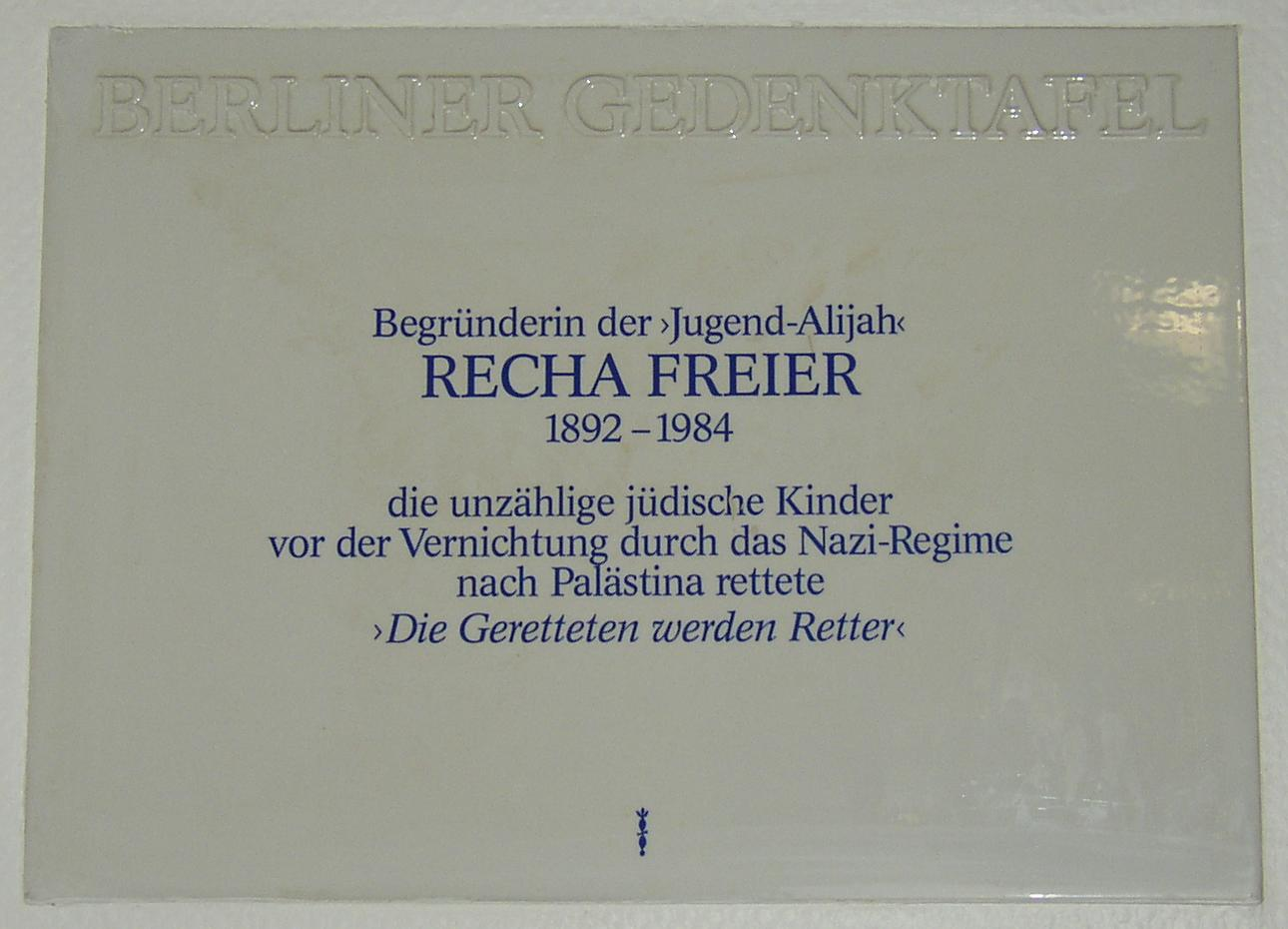
لوحة تذكارية لريشا فراير تقع في حي شارلوتنبورغ في برلين، ألمانيا

في عام 1938، عملت ريشا فراير مع أشخاص مثل آرون مينشيل، مدير مكتب المنظمة في فيينا، في محاولة لإنقاذ اليهود النمساويين. وفي هذا العام أيضًا، وبالتزامن مع مذبحة ليلة البلور، تم القبض على اليهود في ألمانيا من ذوي الجنسية البولندية وإرسالهم إلى معسكرات الاعتقال. وسعت فراير إلى إطلاق سراح هؤلاء اليهود من المعسكرات. وأصبح هذا ممكنًا من خلال الاستفادة من التصاريح التي أصدرتها السلطات النازية والممنوحة للهيئة التمثيلية اليهودية - جمعية الرايخ لليهود في ألمانيا - لتوزيعها على اليهود الذين يمكنهم مغادرة ألمانيا في غضون أسبوعين من تلقي التصريح. وحصلت فراير على 100 تصريح من هذا القبيل، وقامت بملء أسماء سجناء معسكرات الاعتقال اليهودية. وتم إطلاق سراح هؤلاء السجناء ووصلوا في النهاية إلى فلسطين. وعندما عُرف أن فرايير قد أخذت التصاريح دون علم السلطات المعنية، أُبلغت فراير أنه لا يُسمح لها بأخذ أي تصاريح أخرى، وتم طردها من القيادة الصهيونية في برلين، بما في ذلك منصبها كمديرة لمكاتب المنظمة.
بقت فراير في ألمانيا النازية حتى منتصف عام 1940 ثم عبرت الحدود إلى يوغوسلافيا بشكل غير قانوني بمساعدة المهربين المحترفين. وبعد دخولها يوغوسلافيا، واصلت أنشطتها وتمكنت من إنقاذ 150 شابًا مات آباؤهم بالفعل في معسكرات الاعتقال. وبعد إقامة لعدة أشهر في يوغوسلافيا، واصلت رحلتها إلى فلسطين في عام 1941.
عندما وصلت فراير إلى القدس، أخبرتها زولد أنه لا يوجد مكان لها في إدارة المنظمة في فلسطين. وهكذا انسحبت من دورها الرسمي ضمن المنظمة. وفي عام 1943 أنشأت مركز التدريب الزراعي للأطفال الإسرائيليين والذي كان هدفه توفير التعليم المناسب للأطفال من الأسر الفقيرة والأطفال الذين يعيشون في ظروف اجتماعية متدنية. وفعلت ذلك من خلال الترتيب لتربية هؤلاء الأطفال في الكيبوتس، في مستوطنات العمال أو في وحدات عائلية أنشئت لهذا الغرض.
وغالبًا ما يُنسب الفضل إلى هنريتا زولد خطأَ على أنها مؤسِّسة حركة عاليات هانوعار. ولم يتم الاعتراف بدور فراير في تأسيس المنظمة وفي إنقاذ الآلاف من الشباب اليهود الألمان إلا بعد وفاة هنريتا زولد عام 1945، عندما كان موشيه كول على رأس المنظمة (1947-1966). وحدث ذلك بعد أن رفعت فراير دعوى قضائية ضد كول، زاعمة أن دورها في تأسيس المنظمة وفي إنقاذ حياة الآلاف من الشباب اليهود من أوروبا، تم تجاهله عمدًا.
وبحلول عام 1939، أنقذت المنظمة 7000 شاب هاجروا إلى فلسطين وتم استيعابهم في المستوطنات العمالية.

## الموسيقى والأوبرا
في عام 1958، أنشأت فرير صندوق الملحنين الإسرائيليين، وفي عام 1966 أسست مع الملحن رومان هاوبنستوك راماتي، مهرجان تيستيمونيوم (اللشاهد)، المصمم لدعم الإعداد الموسيقي لقصص الأحداث الرئيسية في إسرائيل وحياة الشعب اليهودي. واستعانت بملحنين بارزين، يهود وغير يهود، مثل بن تسيون أورغاد، موريسيو كاجيل، كارلهاينز ستوكهاوزن، يانيس زيناكيس، لوكاس فوس وآخرين. 

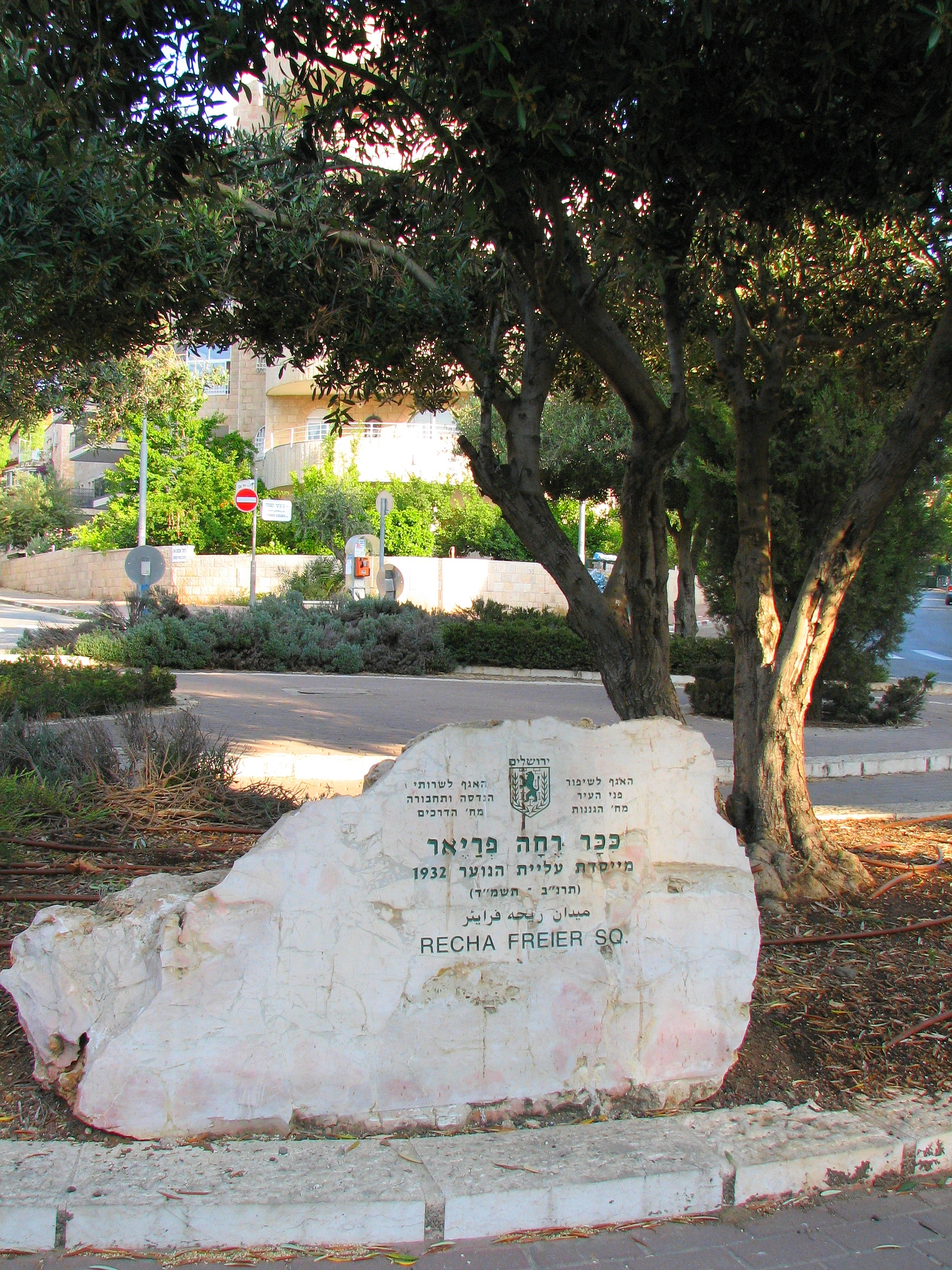
ميدان ريشا فراير، حي القطمون، القدس

كما كتبت عددًا من النصوص المكتوبة للملحنين الإسرائيليين. ومن بين هؤلاء مارك كوبيتمان مشاهد من حياة سوسكيند فون تريمبرغ ، وجوزيف تال (أمنون وتما 1958، استنادًا إلىسفرب صموئي )، ويتسحاق ساداي درب 19، 1982). 

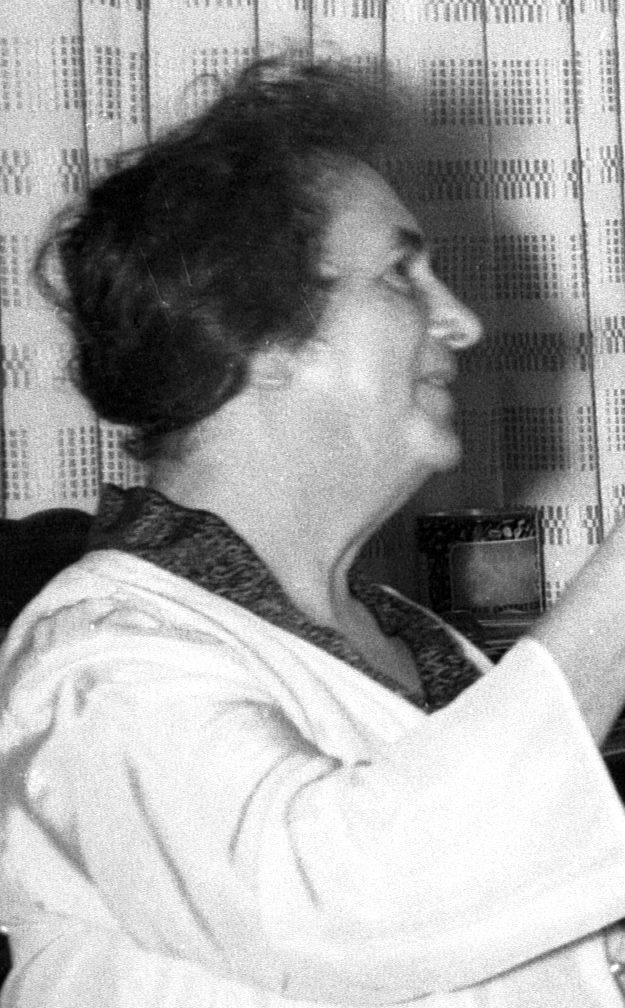
ريشا فراير (ج. 1964)

## موتها
توفيت ريشا فراير عام 1984 في القدس.

## جوائز
- 1975 الدكتوراه الفخرية من الجامعة العبرية في القدس عن فكرة "النقل المنظم للشباب إلى الكيبوتسات" [5]
- 1981 جائزة إسرائيل للمساهمة الخاصة للمجتمع ودولة إسرائيل. [6]
- 1984 (في نوفمبر، بعد وفاته)، لوحة تذكارية ألصقها مجلس مدينة برلين-شارلوتنبورغ في مركز الجالية اليهودية تكريمًا لـ "ريشا فراير، مؤسسة عاليات هانوعار". [2]
- 1990، تم تأسيس مركز ريشا فراير التعليمي في كيبوتس ياكوم بالقرب من تل أبيب على شرفها. [2]
- سُمي ميدان كيكار ريشا فراير، في حي القطمون بالقدس، باسمها.
- وفي عام 2018 صدر طابع إسرائيلي تكريما لها.

## الأعمال المنشورة (مختارات)
- العاملات يحكين - برلين، 1935 [5]
- على السلالم - هامبورغ، 1976 [2]
- مصاريع النوافذ - هامبورغ، 1979 [2]
- دع الأطفال يأتون: التاريخ المبكر لعاليات هانوعار ، لندن، 1961 [2]
- شهادة ، مجموعة نصوص لأحداث الموسيقى: القدس الأولى (1968)؛ II العصور الوسطى (1971)؛ الثالث من العمق (1974); IV (إذا رأيت النور ساطعًا، أيوب 31: 26) (1976)؛ المحاكمة الخامسة 19 (محاكم التفتيش الإسبانية) (1979)؛ السادس من المكشوف ومن الخفي (1983). [2]
- نص لمشاهد من حياة سوسكيند فون تريمبيرغ بقلم مارك كوبيتمان، أوبرا الحجرة، 1982

## روابط خارجية
- الأوراق الشخصية لريشا فرير محفوظة في الأرشيف الصهيوني المركزي في القدس. تدوين مجموعة التسجيل هو A256.
- السيرة الذاتية على موقع Berlin-Judentum - http://www.berlin-judentum.de/englisch/freier.htm